# 零四好玩演唱會
《零四好玩演唱會》，是香港女子演唱團體Twins在紅磡體育館第二次舉辦的演唱會，也是她們首次舉辦的跨年演唱會。
從2003年12月31日一連五場於香港紅磡體育館開始，至2004年7月24日於中山小欖體育館作為最終場结束本次巡演，而此次巡演場次總共有8場演出。

## 巡演地点
| 日期           | 城市 | 國家 | 地點               | 表演嘉賓              |
| -------------- | ---- | ---- | ------------------ | --------------------- |
| 第一階段       |      |      |                    |                       |
| 2003年12月31日 | 香港 | 香港 | 紅磡體育館         | Boy'z                 |
| 2004年1月1日   | 香港 | 香港 | 紅磡體育館         | Boy'z                 |
| 2004年1月2日   | 香港 | 香港 | 紅磡體育館         | 楊千嬅                |
| 2004年1月3日   | 香港 | 香港 | 紅磡體育館         | 容祖兒                |
| 2004年1月4日   | 香港 | 香港 | 紅磡體育館         | 古巨基、李克勤 吳浩康 |
| 第二階段       |      |      |                    |                       |
| 2004年5月1日   | 廣州 | 中國 | 天河體育中心體育場 | Boy'z                 |
| 第三階段       |      |      |                    |                       |
| 2004年7月17日  | 東莞 | 中國 | 東莞體育場         | Boy'z                 |
| 2004年7月24日  | 中山 | 中國 | 中山市興中体育場   | Boy'z                 |

## CD版曲目

### Disc 1
01. Medley: 你講你愛我/千金/明愛暗戀補習社
02. Beautiful Day
03. Girls - Boy'z
04. 死性不改 - Twins/ Boy'z
05. La La 世界 - Boy's
06. 變變變
07. 下一站天后 - Charlene
08. 我的爸爸媽媽 - Gillian
09. 大浪漫主義
10. Kids Medley: Ten Little Indian Boys/Head And Shoulder Knees and Toes/Bingo/Five Little Ducks/Twinkle Twinkle Little Star/If You Are Happy/Do Re Mi（英）

### Disc 2
01. 先入為主 - Twins/ 吳浩康
02. 討厭 - 吳浩康
03. 眼紅紅
04. 多謝失戀
05. 明愛暗戀補習社
06. 飲歌（VCD/DVD版未收錄）
07. 亂世佳人
08. 女校男生
09. 戀愛大過天
10. Medley: 愛情當入樽/二人世界盃
11. Medley: 夏日狂嘩/Show Up/零４好玩
12. 風爭與風
13. 友誼第一
14. 我們的紀念冊
15. Ichiban 興奮 - Finale